# Nymphomaniac
Nymphomaniac (estilitzat com NYMPH()MANIAC a la pantalla i a la publicitat) és una pel·lícula d'art eròtic europea de dues parts del 2013 escrita i dirigida per Lars von Trier.
La pel·lícula és protagonitzada per Charlotte Gainsbourg, Stellan Skarsgård, Stacy Martin, Shia LaBeouf, Christian Slater, Jamie Bell, Uma Thurman, Jean-Marc Barr, Willem Dafoe i Connie Nielsen.
La trama segueix a Joe (interpretat per Gainsbourg i Martin), una "nimfòmana" autodiagnosticada, que explica les seves experiències eròtiques a un solter que l'ajuda a recuperar-se d'un assalt. La narració narra la vida promiscua de Joe des de l'adolescència fins a l'edat adulta i es divideix en vuit capítols explicats en dues parts. Originalment se suposava que havia de ser una sola pel·lícula, però, a causa de la seva durada, von Trier va prendre la decisió de dividir el projecte en dues pel·lícules separades. Nymphomaniac va ser una coproducció internacional de Dinamarca, Bèlgica, França, Alemanya i el Regne Unit.
L'estrena mundial de la primera part sense talls va tenir lloc el 16 de febrer de 2014 al 64è Festival Internacional de Cinema de Berlín, mentre que la segona part sense talls es va estrenar a la 71a Mostra Internacional de Cinema de Venècia. L'estrena mundial de l'edició del director (director's cut) va tenir lloc a Copenhaguen el 10 de setembre de 2014. Va ser nominada al Premi de cinema del Consell Nòrdic del 2014.
Nymphomaniac és la tercera i darrera entrega de la Trilogia de la Depressió (Depression Trilogy), després d'Antichrist i Melancòlia.